# 氷川神社 (草加市谷塚町)
氷川神社（ひかわじんしゃ）は、埼玉県草加市の神社。

## 歴史
創建年代は不明である。ただ正保から元禄までの間（1644年 - 1704年）に谷塚村は上・下の2村から上・中・下の3村に分かれており、その頃に創建されたものと推測される。一説では中世頃に上谷塚で創建され、3村分村のときに現在地（中谷塚）に移転したとも伝えられる。
1873年（明治6年）、近代社格制度に基づく「村社」に列せられ、1907年（明治40年）の神社合祀により、周辺の神社が合祀された。

## 交通アクセス
- 谷塚駅より徒歩10分。